# Stefan Boermans
Stefan Boermans (Hengelo, 13 de diciembre de 1994) es un deportista neerlandés que compite en voleibol, en la modalidad de playa.
Ganó una medalla de plata en el Campeonato Europeo de Vóley Playa de 2021. Participó en los Juegos Olímpicos de París 2024, ocupando el quinto lugar en el torneo masculino.

## Palmarés internacional
| Campeonato Europeo | Campeonato Europeo | Campeonato Europeo | Campeonato Europeo |
| Año                | Lugar              | Medalla            | Pareja             |
| ------------------ | ------------------ | ------------------ | ------------------ |
| 2021               | Viena (Austria)    | Medalla de plata   | Yorick de Groot    |